# إيميلي وورين
إيميلي وورين شوارتز (Emily Warren Schwartz) وتعرف أكثر باسم إيميلي وورين (بالإنجليزية: Emily warren) هي مغنية وكاتبة أغاني وملحنة أمريكية متعددة الجوائز، ولدت في 25 أغسطس سنة 1992 بنيويورك. تعرف إيميلي خاصة بكتابتها لعدد كبير من المغنين المعروفين أمثال ذا شينسموكرز (بالإنجليزية: the chainsmokers). وفرنشيب (بالإنجليزية: frenship)، شون بول (بالإنجليزية: Sean poul) ميلاني مارتنيز (بالإنجليزية: Melanie martinez) وشون مينديز (بالإنجليزية: shown mendez). من ناحية الأغاني قدمت إيميلي بعض الأغاني الناجحة أهمها أغنية «إنقلب» سنة 2017 (بالإنجليزية: capsize) رفقة فرقة فرنشيب (بالإنجليزية: frenship) وإحتلت الأخيرة المرتبة 78 في الترتيب الأمريكي للأغاني بيلبورد هوت 100.

## ديسكوغرافي
| العنوان                   | السنة | المرتبة في التصنيف | المرتبة في التصنيف | المرتبة في التصنيف | المرتبة في التصنيف | المرتبة في التصنيف | المرتبة في التصنيف | الألبوم     |
| العنوان                   | السنة | US                 | AUS                | CAN                | NOR                | SWE                | UK                 | الألبوم     |
| ------------------------- | ----- | ------------------ | ------------------ | ------------------ | ------------------ | ------------------ | ------------------ | ----------- |
| "Capsize" (with Frenship) | 2016  | 78                 | 17                 | 56                 | 11                 | 20                 | 59                 | Truce       |
| "Hurt By You"             | 2017  | —                  | —                  | —                  | —                  | —                  | —                  | سيُعلن لاحقاً |
| "Something to Hold on To" | 2017  | —                  | —                  | —                  | —                  | —                  | —                  | سيُعلن لاحقاً |

### بقية الأغاني
| العنوان                                               | السنة | الترتيب في التصنيفات | الترتيب في التصنيفات          | الترتيب في التصنيفات | الألبوم                |
| العنوان                                               | السنة | US Bub.              | تصنيف أغاني الرقص/الإلكترونية | CAN                  | الألبوم                |
| ----------------------------------------------------- | ----- | -------------------- | ----------------------------- | -------------------- | ---------------------- |
| "My Type" (The Chainsmokers featuring Emily Warren)   | 2017  | 17                   | 14                            | 66                   | Memories...Do Not Open |
| "Don't Say" (The Chainsmokers featuring Emily Warren) | 2017  | —                    | 19                            | 63                   | Memories...Do Not Open |

### كمشاركة في الأغاني
| العنوان                                                                  | السنة | الترتيب | الترتيب                       | الترتيب | الترتيب  | الترتيب | الترتيب | الترتيب | الترتيب | الترتيب | الترتيب | Certifications | الألبوم          |
| العنوان                                                                  | السنة | US      | تصنيف أغاني الرقص/الإلكترونية | AUS     | BEL (FL) | CAN     | DEN     | NOR     | NZ      | SWE     | UK      | Certifications | الألبوم          |
| ------------------------------------------------------------------------ | ----- | ------- | ----------------------------- | ------- | -------- | ------- | ------- | ------- | ------- | ------- | ------- | -------------- | ---------------- |
| "Until You Were Gone" (ذا شينسموكرز and Tritonal featuring Emily Warren) | 2015  | —       | 21                            | —       | —        | —       | —       | —       | —       | —       | —       |                | Bouquet          |
| "Phone Down" (Lost Kings featuring Emily Warren)                         | 2016  | —       | 25                            | —       | —        | —       | —       | —       | —       | —       | —       |                | Non-album single |

## روابط خارجية
- إيميلي وورين على موقع ميوزك برينز (الإنجليزية)
- إيميلي وورين على موقع أول ميوزيك (الإنجليزية)
- إيميلي وورين على موقع ديسكوغز (الإنجليزية)